# Erich Ponto
Pour les articles homonymes, voir Ponto (homonymie).
Erich Johannes Bruno Ponto (né le 14 décembre 1884 à Lübeck, mort le 4 février 1957 à Stuttgart) est un acteur allemand.

## Biographie
Erich Ponto est le plus jeune des quatre enfants d'Ida Albers et de Ludwig Ponto, des commerçants. Ils déménagent ensuite à Hambourg.
Il étudie d'abord la pharmacie, avec Wilhelm Conrad Röntgen parmi ses professeurs. Mais à côté, il joue avec des amis des pièces classiques. De 1905 à 1908, il suit une formation d'acteur.
Il obtient son premier engagement au Stadttheater Passau (de) puis à Liberec. En 1916, il épouse Tony Kresse avec qui il a une fille, Eva, et un fils, Klaus (de), qui deviendra acteur. Erich Ponto est aussi l'oncle de Jürgen Ponto.
Dans les années 1910, il fait quelques apparitions dans des films muets comme Der Geiger von Meißen. En 1914, il arrive à Dresde, où il restera jusqu'en 1947. En 1920, il joue dans son premier film, mais il ne revient au cinéma que dix ans plus tard. Durant le Troisième Reich, il joue dans des films de propagande comme Les Rothschilds, Blutsbrüderschaft ou Ich klage an. Il est remarquable en médecin dans Ce diable de garçon ou Docteur Praetorius. En 1949, il tient le rôle du docteur Winkel dans Le Troisième Homme.
À côté du cinéma, il joue toujours au théâtre entre Berlin et Dresde. Après la guerre, il devient directeur du Staatsschauspiel Dresden et découvre les acteurs Rolf Ludwig (de) et Gert Fröbe. Il se présente aux élections de 1946, sur la liste du KPD à côté de Victor Klemperer. Mais il quitte la ville, ne voulant pas de l'intervention des Soviétiques, et arrive au Staatsoper Stuttgart. En 1950, Heinz Hilpert l'engage au Deutsches Theater Göttingen (de). En 1954, il est fait chevalier de l'ordre du Mérite de la République fédérale d'Allemagne.
Il passe les dernières années de sa vie à écrire sur sa vie ou de la poésie. Il vit avec sa dernière compagne, l'actrice Edith Heerdegen (de), une de ses anciennes élèves. Il meurt le 4 février 1957 d'une longue maladie qui ne l'a pas empêché de jouer. Le film L'Inutile Sacrifice est pour lui un film posthume.

## Filmographie
| - 1921 : Der Geiger von Meissen - 1934 : Liebe, Tod und Teufel - 1935 : Jeanne d'Arc (Das Mädchen Johanna) - 1936 : La Neuvième symphonie - 1936 : Der Hund von Baskerville - 1937 : Tango Notturno - 1938 : En fils de soie - 1938 : Les Quatre compagnes - 1939 : Allô Janine (de) - 1939 : Schneider Wibbel - 1940 : Marie Stuart - 1940 : Der Feuerteufel de Luis Trenker - 1940 : Achtung! Feind hört mit! (de) - 1940 : L'Habit fait le moine (de) - 1940 : Les Rothschilds - 1941 : Blutsbrüderschaft - 1940/41 : Attentat à Bakou - 1941 : Ich klage an - 1942 : Diesel - 1942 : L'Implacable Destin - 1944 : Philharmoniker (de) - 1944 : Ce diable de garçon - 1944 : Der Meisterdetektiv | - 1944 : Un ange qui triche (de) - 1945 : Le Cas Molander (Der Fall Molander) - 1947 : Entre hier et demain - 1948 : Film ohne Titel - 1948 : Das verlorene Gesicht - 1949 : Le Troisième Homme - 1949 : Liebe 47 - 1949 : Geliebter Lügner - 1950 : Docteur Praetorius - 1951 : Was das Herz befiehlt (de) - 1951 : Primanerinnen (de) - 1952 : Le Cœur du monde - 1952 : Wochenend im Paradies (de) - 1952 : Haus des Lebens - 1952 : Die große Versuchung - 1953 : Hokuspokus - 1953 : Keine Angst vor großen Tieren - 1954 : Das fliegende Klassenzimmer - 1954 : Sauerbruch – Das war mein Leben - 1955 : Lola Montès - 1955 : Ciel sans étoiles - 1956 : Wenn wir alle Engel wären (de) - 1957 : Un petit coin de paradis - 1957 : L'Inutile Sacrifice (Der Stern von Afrika) |